# دانشمند (بایبورد)
دانشمند (به ترکی استانبولی: Danişment) (به کردی: Danişmend) یک منطقهٔ مسکونی در ترکیه است که در بایبورد واقع شده‌است. دانشمند ۴۷۲ نفر جمعیت دارد.